# Povoado fortificado da Cidade da Rocha
O Povoado fortificado da Cidade da Rocha é um sítio arqueológico no Município de Odemira, na região do Alentejo, em Portugal. 

## Descrição e história
O sítio arqueológico está situado na freguesia de Santa Clara-a-Velha, no concelho de Odemira. Encontra-se num local remoto da freguesia, nas imediações da albufeira da Barragem de Santa Clara, O acesso é feito através de ramais à Estrada Municipal 1162-2, estando o local situado a cerca de 2000 m da povoação de Montalto, no sentido Sudoeste, e a 1000m a Sudeste do vértice geodésico da Chaparreira.
Corresponde a um povoado fortificado, provavelmente habitado durante os finais da Idade do Bronze ou já durante a Idade do Ferro, devido à sua tipologia e à existência de vestígios de vitrificação nas muralhas. Ocupa o topo de uma colina elevada no vale do Rio Mira, conhecida como Cerro da Rocha, e antes da subida do nível das águas devido à barragem de Santa Clara, estava a cerca de 130 m de altura em relação ao nível primitivo do rio. Foram encontrados os vestígios de muralhas, conhecidas pelas populações como círculo dos mouros, que encerravam a coroa e o lado superior da encosta setentrional, tendo um perímetro de cerca de 130 m, embora aparentemente houvesse uma interrupção no lado Sul. Eram constituídas por um aparelho regular em xisto e barro, com uma altura máxima de 1,5 m, e uma espessura superior a 1,5 m., e formavam um recinto com cerca de 0,3 Ha. Na zona de entrada estava um bastião adossado à muralha, de planta semicircular, e um raio de 4 a 5 m.
É um dos sítios arqueológicos da região onde são mais evidentes os vestígios de processo de vitrificação das muralhas. Este procedimento consistia no aquecimento dos blocos a elevadas temperaturas, de cerca de 800 a 1200 graus centígrados, num ambiente redutor, levando à deformação e liquificação parcial das pedras, que ficam com uma estrutura vesicular, da tipologia das pedras-pomes, e uma textura superficial muito escorificada, sendo este tipo conhecido como pedras vitrificadas. Além da Cidade da Rocha, este tipo de estruturas também foram descobertas no Cerro das Alminhas, também no concelho de Odemira, e no Castelo de Cola e no Cerro do Castelo de Garvão, ambos situados no concelho de Garvão. Em termos de espólio, foram recolhidos alguns fragmentos de peças de cerâmica, de fabrico manual. O motivo pelo qual as muralhas foram alvo deste processo é desconhecido, podendo ter sido causado por um incêndio acidental ou como parte de um conflito, ou então foram queimadas de forma intencional, quer pelos povos que teriam conquistado a povoação, ou pelos próprios habitantes, no sentido de impedir a sua reutilização.
Entre 1998 e 1999 o local foi alvo de trabalhos arqueológicos por parte de Jorge Vilhena, no âmbito do programa Proto-História do Médio e Baixo Vale do Mira - A Arqueologia do Rio, inserido no Plano Nacional de Trabalhos Arqueológicos.